# حكومة كول الأولى
أدت حكومة كول الأولى برئاسة هيلموت كول اليمين في 4 تشرين الأول 1982 واستمرت حتى 29 آذار 1983.
وكانت أول حكومة تُشكل بعد تصويت طرح الثقة ضد الحكومة السابقة برئاسة المستشار هيلموت شميت. وقد أتى بعدها حكومة كول الثانية التي تشكلت بعد انتخابات عام 1983.

## التشكيل الوزاري
| المنصب                                  | الصورة    | الاسم                                              | الحزب | الحزب |
| --------------------------------------- | --------- | -------------------------------------------------- | ----- | ----- |
| المستشار                                |           | هلموت كول (1930–2017)                              | CDU   |       |
| نائب المستشار                           |           | هانز ديتريش غينشر (1927–2016)                      | FDP   |       |
| الخارجية                                |           | هانز ديتريش غينشر (1927–2016)                      | FDP   |       |
| الداخلية                                |           | فريدريش تسيمرمان (1925–2012)                       | CSU   |       |
| العدل                                   |           | هانس إنغيلهارد (1934–2008)                         | FDP   |       |
| المالية                                 |           | جيرهارد شتولتنبرج (1928–2001)                      | CDU   |       |
| الاقتصاد                                |           | أوتو غراف لامبسدورف (1926–2009) حتى 27 حزيران 1984 | FDP   |       |
| الغذاء والزراعة والغابات                | zentriert | يوزيف إرتل (1925–2000)                             | FDP   |       |
| العلاقات الداخلية الألمانية             | zentriert | راينر يارتسيل (1924–2006)                          | CDU   |       |
| الشؤون الاجتماعية والعمل                |           | نوربرت بلوم (* 1935)                               | CDU   |       |
| الدفاع                                  |           | مانفريد فورنر (1934–1994)                          | CDU   |       |
| الشباب والأسرة والصحة                   |           | هاينر غايسلر (1930–2017)                           | CDU   |       |
| النقل                                   |           | فيرنر دولينغير (1918–2008)                         | CSU   |       |
| البريد والاتصالات                       |           | كريستيان شفارتس شيلينغ (* 1930)                    | CDU   |       |
| التخطيط المكاني والبناء والتخطيط الحضري |           | أوسكار شنايدر (* 1927)                             | CSU   |       |
| البحوث والتكنولوجيا                     |           | هاينتس ريزنهوبر (* 1935)                           | CSU   |       |
| التعليم والعلوم                         |           | دوروتي فيلمز (* 1929)                              | CDU   |       |
| التعاون الاقتصادي                       |           | يورغن فارنكه (1932–2013)                           | CSU   |       |

## روابط خارجية
- مجلس الوزراء الألماني  (بالإنجليزية)
- الوزارات الاتحادية في ألمانيا (بالإنجليزية)